# Raul Nery
Raul Nery (ComM (Lisboa, 10 de Janeiro de 1921 - 14 de Junho de 2012) foi um guitarrista português.
Guitarra portuguesa de Raul Nery está em exposição na casa de fado "Lisboa em Fado"

## Biografia
Aos 16 anos dá início à sua profissionalização integrando o elenco do Retiro da Severa três meses após Amália Rodrigues ali ter ingressado, tornando-se posteriormente seu acompanhante exclusivo até 1954 quando termina o seu curso de engenheiro. Ainda na década de 50 trava conhecimento com Maria Teresa de Noronha, de quem foi acompanhante exclusivo durante vinte anos.
Como instrumentista acompanhou todos os nomes de referência no fado até á década de 1980, entre eles, Alfredo Marceneiro, Berta Cardoso, Hermínia Silva, Maria Teresa de Noronha, Amália Rodrigues, Fernando Farinha, Tristão da Silva, Tereza Tarouca, Tony de Matos ou Carlos do Carmo.
É pai do musicólogo Rui Vieira Nery.
Recebeu em 2005 o prémio de consagração de carreira da Fundação Amália Rodrigues.
Em 10 de junho de 2012 foi condecorado pelo Presidente da República com o grau de comendador da Ordem de Mérito.